# Kizuna
「kizuna」（きずな）は、2002年11月7日にリリースされた上戸彩の2枚目のシングル。

## 解説
- 作成当時、映画『あずみ』の撮影中だったため、プロモーションビデオは京都から広島に行く移動日に大阪のホテルの屋上で撮った[1]。
- 初回限定盤にはPV収録特典CD-ROMが付いている。

## 収録曲
1. kizuna
作詞・作曲・編曲：T2ya、ストリングスアレンジ：金子飛鳥
BANDAI「カラオケステーション」CMソング
2. tears
作詞：小林夏海、作曲・編曲：Naoto Suzuki
3. Pureness -million plug style remix-
4. kizuna -instrumental-

## 収録アルバム
- AYAUETO (#1)
- BEST OF UETOAYA -Single Collection- (#1)